# Черченська сільська рада (Рогатинський район)
| Черченська сільська рада — орган місцевого самоврядування у Рогатинському районі Івано-Франківської області з адміністративним центром у с. Черче. Історична дата утворення: в 1944 році. Івано-Франківська обласна Рада народних депутатів рішенням від 21 лютого 1995 року утворила Потіцьку сільраду і підпорядкувала їй село Залип'я з Черченської сільради. Сільській раді підпорядковані населені пункти: - с. Черче |

## Склад ради
Рада складається з 17 депутатів та голови.

### Керівний склад ради
| ПІБ                          | Основні відомості                                                 | Дата обрання | Дата звільнення |
| ---------------------------- | ----------------------------------------------------------------- | ------------ | --------------- |
| Іванишин Роман Михайлович    | Сільський голова, 1956 року народження, освіта                    | 26.03.2006   | 31.10.2010      |
| Задорецький Василь Йосифович | Сільський голова, 1940 року народження, освіта вища, безпартійний | 31.10.2010   | 20.03.2014      |

Примітка: таблиця складена за даними джерела